# Intersport

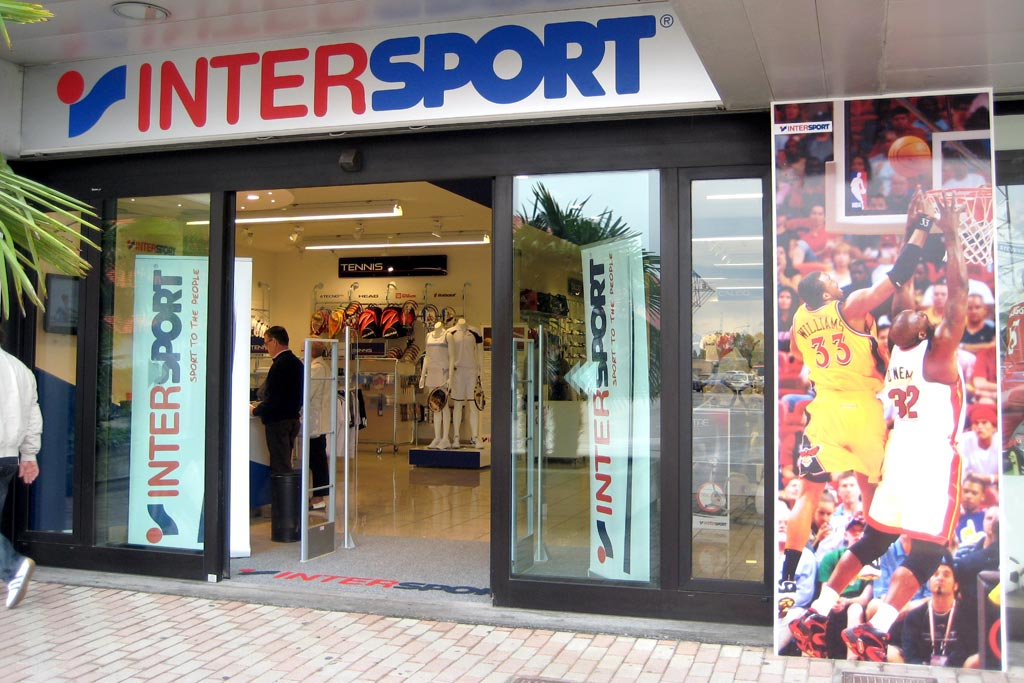
Winkel van Intersport

Landen waar INTERSPORT actief is. In het rood de oorspronkelijke landen, in het blauw later betreden markten

INTERSPORT (voluit INTERSPORT International Corporation, of IIC) is een internationale inkooporganisatie voor winkels in sportkleding en sporttoebehoren die in Ostermundigen (bij Bern), Zwitserland is gevestigd. 
De omzet van Intersport IIC in 2023 was € 13,7 miljard, en er zijn zo'n 5000 landelijke Intersport-winkels in 42 landen. Deze nationale winkelketens opereren grotendeels onafhankelijk van de internationale Intersport IIC en hebben een behoorlijke mate van autonomie. Intersport IIC is voornamelijk verantwoordelijk voor het onderhandelen over aankopen voor de groep en het organiseren van de selectie van producten voor de eigen merken van de groep.

## Geschiedenis
In 1968 richtten tien nationale inkooporganisaties uit België, Denemarken, Duitsland, Frankrijk, Oostenrijk, Italië, Nederland, Noorwegen, Zweden en Zwitserland in Parijs Intersport op. In 1976 verhuist de organisatie naar Zwitserland. Op de Olympische Zomerspelen van 1972, 1976 en 1980 is Intersport de officiële sportwinkel.

## INTERSPORT Nederland
De Zwitserse moederorganisatie geeft per land de formulerechten in licentie. De licentiehouder per land kan dan weer winkels de licentie tot het houden van een Intersport-winkel geven. Voor Nederland is de licentiehouder EURETCO, voor België Intersport France. In Nederland zijn er in 2019 ongeveer 52 Intersport-winkels

## Heden
Intersport is actief in ruim 40 landen:
| Albanië               | Griekenland     | Oostenrijk          |
| Andorra               | Hongarije       | Polen               |
| Australië             | Ierland         | Roemenië            |
| België                | IJsland         | Rusland             |
| Bosnië en Herzegovina | Italië          | Saoedi-Arabië       |
| Bulgarije             | Koeweit         | Servië              |
| Canada                | Kroatië         | Slovenië            |
| China                 | Liechtenstein   | Slowakije           |
| Cyprus                | Luxemburg       | Spanje              |
| Denemarken            | Noord-Macedonië | Tsjechië            |
| Duitsland             | Montenegro      | Turkije             |
| Egypte                | Marokko         | Verenigd Koninkrijk |
| Finland               | Nederland       | Wit-Rusland         |
| Frankrijk             | Noorwegen       | Zweden              |
|                       |                 | Zwitserland         |

## Merken
Naast het inkopen van grote sportmerken als Nike en Adidas produceert Intersport IIC ook eigen merken. De eigen merken van Intersport zijn:
- DYNATOUR
- ENERGETICS
- etirel
- FIREFLY
- McKINLEY
- NAKAMURa
- PRO TOUCH
- TECNOpro